# Спринг Бајингтон
Спринг Бајингтон (енгл. Spring Byington; Колорадо Спрингс, 17. октобар 1886 — Холивуд, 7. септембар 1971) је била америчка глумица.